# 루이 우스트하이즌

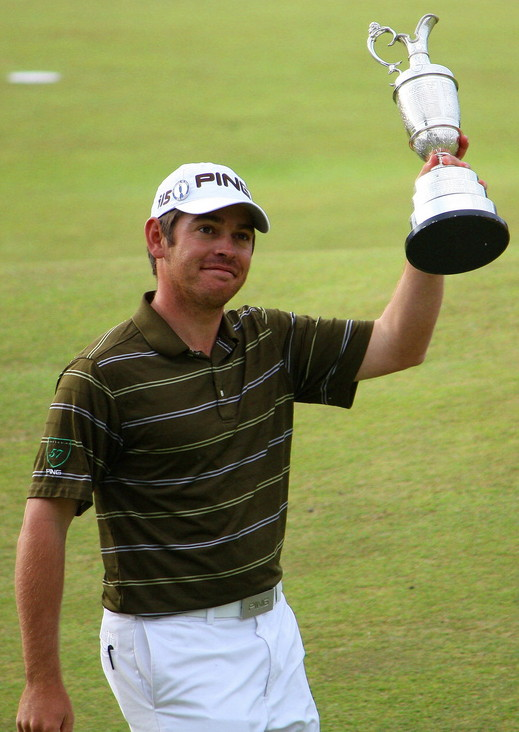
루이 우스트하이즌

루이 우스트하이즌(Louis Oosthuizen, 1982년 10월 19일 ~ )은 남아프리카 공화국의 골프 선수이다. 2010년 디 오픈 챔피언십에서 우승하였다.